# The Super Dimension Fortress Macross: Do You Remember Love?
The Super Dimension Fortress Macross: Do You Remember Love? (超時空要塞マクロス 愛・おぼえていますか Chōjikū Yōsai Makurosu: Ai Oboete Imasu ka?), Super Dimension Fortress Macross: Do You Remember Love?, o simplemente Macross: Do You Remember Love?, es una película japonesa de anime de 1984, basada en la serie de televisión del mismo nombre.
La película es una adaptación a formato película de la serie original Macross, aunque no cuenta en detalle los sucesos de la serie de televisión. Posteriormente, los rediseños de varios de los mechas vistos en la película fueron reutilizados en otras producciones de la franquicia. La película recibe su nombre secundario de la canción que Lynn Minmay interpreta cerca del final de la película y cuya letra había sido descubierta por Misa Hayase, y que hace una especie de simbiosis entre ambas protagonistas.
En Macross Frontier algunas escenas de la película y escenas de The Super Dimension Fortress Macross Flash Back 2012 fueron usadas a modo de explicación para narrar los acontecimientos narrados en las obras anteriores.

## Argumento
La historia empieza con Breetai y Exedore estudiando una "extraña reliquia microniana" (que es en realidad es una máquina de refrescos, totalmente anómala en su cultura bélica).
El Macross está en órbita a Saturno y bajo ataque por los Zentraedi. El Escuadrón Skull se lanza a la acción, formado por Roy, Hikaru Ichijo, Maximillian Jenius y Hayao Kakizaki. Dentro de la nave, Minmay está dando su primer concierto para el público. Cuando pasa a su próxima canción, se interrumpe por una advertencia de transformación modular de la nave espacial.
El estadio donde tiene lugar el concierto empieza a cerrar su domo protector alrededor de ellos. Varios mechas Zentraedi penetran al Macross a través de un agujero en el casco, provocado por sus armas y empiezan a atacar la ciudad construida en el interior de la nave. Obligan a Minmay y a Kaifun a correr por sus vidas. Los soldados Zentraedi están desconcertados al ver a hombres y mujeres viviendo juntos. Hikaru destruye un mecha que está a punto de destruir el puente; Misa le dice que del armamento de defensa se encargaría de defenderlos a ella y a la tripulación, pero él se pregunta qué es lo que hace una mujer en ese puesto. Enfadada, ella le dice que será mujer, pero también es su oficial superior.
Minmay queda atrapada cuando la nave empieza a transformarse. Un mecha Zentraedi está a punto de matarla, pero Hikaru interviene y la destruye. La ciudad pierde parte de la gravedad por los ataques recibidos, y Minmay empieza a caer a lo largo de una avenida. Hikaru vuela detrás y la agarra, pero choca su Valkyrie y caen en un agujero de una pared, quedando atrapados cuando la nave termina de transformarse. El capitán Gloval ordena disparar el arma principal de la nave; el rayo pasa rozando la atmósfera del planeta y destruye la nave Zentraedi.
Hikaru y Minmay consiguen hacer una repetición del episodio 4 de la serie. Son rescatados dos días después, precisamente mientras se besan, y en la ciudad corre el escándalo sobre Minmay y el piloto de la U.N.Spacy. Hikaru es amonestado por Misa por desobedecer sus órdenes. La única razón que tiene para no ser castigado con prisión es haber salvado a Minmay. Roy, Max y Kakizaki le preguntan a Hikaru si le hizo el amor a Minmay, a lo que él contesta que no, siendo abucheado por sus amigos.
Al siguiente día, Hikaru da su reporte de vuelo a Roy, que está en un restaurante con Claudia y Misa. Hikaru se les une inquieto, hasta que recibe una llamada sobre una 'emergencia familiar'. Se encuentra con Minmay, que quiere hacer algo divertido, juntos escapan y dan un gran paseo por el pueblo, y Minmay le dice que quisiera ver los anillos de Saturno. Hikaru toma una nave Valkyrie biplaza de entrenamiento de pilotos para llevarla. En otra parte, el comandante supremo Bodolza le dice a Britai y Exedor en un mensaje desde el espacio profundo, que quiere que capturen algún microniano para estudiarlos.
La diversión de Hikaru y Minmay acaba cuando Misa y Kaifun se presentan en un transbordador preocupados por su acto de imprudencia. Un momento después los Zentradi atacan, y Hikaru es incapaz de luchar porque el Valkyrie que se llevó es un modelo de entrenamiento. Son salvados por un Roy Focker ebrio, que destruye varios mechas Zentradi. Una Zentradi nave llega y los captura a todos.
Los humanos se encuentran a Exedor y Britai para una repetición del episodio 11, pero con personajes diferentes. Roy les habla sobre la reproducción humana, y ellos exigen ver el beso, realizado por Kaifun y Minmay. Britai se hastía y ordena que se los lleven. Entonces las Meltrandi (las mujeres) atacan, lideradas por Milia, quien masacra a todos los Zentradi en la nave espacial. Los humanos escapan, y Roy consigue su Valkyrie mientras Hikaru y Misa van al suyo. Cuando escapan, Roy es atacado por un Zentradi (Kamjin, según los créditos) y su Valkyrie es dañado. Le dice a Hikaru adiós, y su Valkyrie explota, muriendo junto al soldado Zentradi.
Hikaru y Misa buscan a Minmay en el interior de la nave Zentradi, pero surge una explosión y son lanzados fuera de la nave, que inicia una maniobra de salto espacial Fold. Cuando el proceso de Fold finaliza, ellos aparecen en un planeta extraño que ha sido completamente destruido por la guerra. Cuando lo exploran, encuentran las ruinas del portaaviones Prometheus y comprenden que ese mundo desolado es la Tierra.
Hikaru y Misa acampan juntos, y después de algún tiempo ella se hecha a morir por ver su mundo arruinado. Cuando exploran el océano un día, encuentran una ciudad que flota en el mar, se levanta bajo el mar. Inspeccionan la ciudad derruida y descubren que fue construida por la Protocultura que creó a los Zentradi y Meltradi. Atacados por ellos, la Protocultura vino a la Tierra y creó a la humanidad. Misa envía una llamada de auxilio al Macross pero no consigue respuesta. Cuando exploran las casas de la ciudad, Misa descubre una lápida ilegible que parece tener una canción escrita en ella.
Durante su tiempo en la ciudad, se enamoran y entonces son rescatados por Macross. Hikaru y Misa dan su informe al capitán Gloval sobre los Zentradi y sobre su exploración de la Tierra durante el último mes. Claudia le pregunta a Hikaru si Roy murió heroicamente, y Hikaru le contesta que sí. Después, Hikaru y Misa disfrutan un tiempo en la ciudad, y se detienen a mirar un video de Minmay. Hikaru siente lo que pasa y asume que Minmay está muerta.
Una nave Meltradi hace un de-pliegue en la órbita de la Tierra, y un escuadrón liderado por Milia ataca al Macross. El escuadrón Skull se lanza y en la salida a la batalla, Kakizaki es muerto casi inmediatamente por Milia. Se comprometen Max y Milia en una batalla sobre la ciudad. La nave dispara sus cañones al Macross y destruye su arma principal, evitando destruir totalmente la nave espacial para capturar su protocultura. La fuerza de la explosión causa que el Macross caiga sobra la ciudad. Entonces, la flota de Bodolza aparece en el horizonte, y se escucha una canción de Minmay, grabada anteriormente por los Zentradi al creer que es un tipo de arma cultural, que perturba a las Meltradi y les obliga a retirarse.
Los Zentradi devuelven a Minmay a la nave Macross y establecen un tratado de paz con el Macross. Una ceremonia se realiza para celebrar la alianza, llegan a la conclusión de que existe el registro de grabación de una canción muy antigua encontrada en la ciudad que surge del mar, que puede perturbar y derrotar a los Meltradi en una batalla final, celebran el retorno de Minmay, Hikaru y Misa. Minmay se alegra de ver a Hikaru y lo abraza delante de todos, aunque se da cuenta, por la mirada de Misa, de que algo no está bien. Después, Misa va a sus cuartos y empieza traducir la canción encontrada en la ciudad que surge del mar. Minmay visita a Hikaru y le dice que lo ama. Él balbucea y no puede decir nada. Misa se presenta para informar que ya ha descubierto el mensaje oculto de la canción, y cuando Hikaru dice que es un error, Minmay corre de allí llorando. Misa le dice que la siga, pero le dice no ama a Minmay y declara su amor por ella. Cuando ellos se abrazan, suenan las alarmas de la batalla.
Una gran flota Meltradi aparece en el espacio, liderada por Laplamiz para capturar la nave Macross, la canción misteriosa y la última reserva de protocultura. Los Zentradi dejan la Tierra para confrontarlos y defender la canción. Bodolza no quiere que las mujeres consigan la canción, que aún no está lista, porque podrían destruir su civilización con el ataque del impacto cultural y desesperado ordena disparar a la isla para destruir el Macross. Por suerte, el Macross despega de emergencia con todo el impulso de sus motores, se va antes del bombardeo y asciende al espacio, la ciudad que surge del mar es destruida con todos sus secretos sobre el impacto de la cultura, mientras todos los Zentradi se enfrascan en una feroz batalla contra los Meltradi, para capturar la Macross y la cultura considerada un arma misteriosa, nueva y que puede romper el balance de fuerzas entre ellos.
Hikaru busca desesperadamente a Minmay y la encuentra en uno de los puestos de observación, para que pueda cantar la canción con el mensaje del impacto cultural, que les puede ayudar a ganar la guerra contra los Zentradi y los Meltradi. Ella en un profundo estado de depresión, dice que todos deberían morir para que ellos puedan estar juntos. Hikaru la abofetea y ella recobra la razón y está de acuerdo en cantar la canción Ai, Oboeteimasuka? (Do you Remember Love?). Bodolza para tratar de ganar la batalla contra los Meltradi, que al llegar con toda su flota demuestra que es la batalla final entre ellos, dispara el cañón principal de su fortaleza, destruyendo miles de sus propias naves para destruir la fortaleza de Laplamiz.
Esto asusta a Britai, que descubre la decisión de Bodolza, es eliminar a todos los que han sido expuestos a la cultura, por ser una amenaza contra su civilización, entonces propone unir sus fuerzas de batalla en el espacio al Macross, intervienen y destruyen una nave comando de los Zentradi. Minmay interpreta su canción y efectivamente logra afectar a los Zentradi que luchan junto a Bodolza y tienen una falla en sus sistemas defensivos. Cada vez más Zentradi se vuelven contra Bodolza, haciendo que muchas Meltradi se pasen al bando de Macross. Escudado por todas las naves aliadas, se produce aquí el ataque del capítulo 27. Entran a la nave comando de Boldolza que no logra organizar sus fuerzas de defensa por el impacto de la canción y la influencia de la cultura, Hikaru vuela en su Valkyrie, ingresa a la nave comando con la ayuda de información de Britai y encuentra a Bodolza en su estación de comando, conectado en medio de la batalla a la nave comando sin entender lo que pasa. Lo enfrenta directamente y lo mata con sus armas; la fortaleza se vuelve inestable porque Bodolza estaba unido a ella. Hikaru escapa, y la fortaleza explota alrededor del Macross.

## Producción
La animación es básicamente un resumen de los episodios 6 al 27 de la serie de televisión The Super Dimension Fortress Macross, pero reinterpretados para el formato de cine, con mejor animación y nuevos diseños.
Dentro del universo de Macross, ésta es una película conmemorativa realizada al cumplirse 30 años del fin de la Primera Guerra Espacial. Varios diseños introducidos en la película han sido usados en producciones posteriores dentro de la misma franquicia.
El equipo de producción de la serie de televisión participó en esta adaptación. Los mechas y uniformes de la serie fueron rediseñados por Shoji Kawamori, Kazutaka Miyatake, Yutaka Izubuchi y Haruhiko Mikimoto. Kawamori, de tan solo 24 años en ese entonces, participó también como codirector en varias de las secuencias. También se incluyeron numerosos detalles adicionales como es el rediseñar a los Zentradi con un tono más alienígena lo cual no estaba sólo limitado a su aspecto, sino a su voz, creándose así el lenguaje Deculture que los Zentradi y las Meltrandi hablan en el transcurso de la película.
La película fue estrenada el 7 de julio de 1984 y tuvo un gran éxito en Japón, generando largas filas y gente acampando la noche previa al estreno.

## Precuelas
- Macross Zero (2002)

## Secuelas
- Macross Flashback 2012 (1987)
- Macross Plus (1994)
- Macross 7 (1994)
- Macross Frontier (2008)
- Macross Delta (2016)